# Toni Labhart

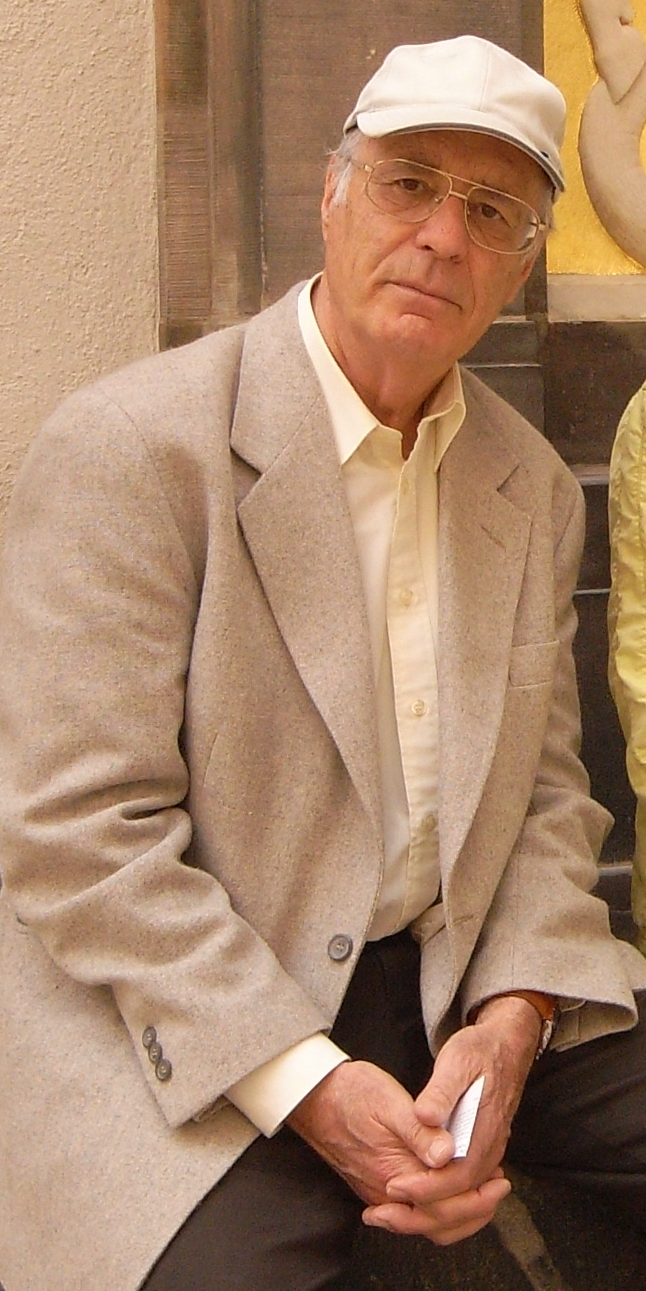
Toni Peter Labhart (2009)

Toni Peter Labhart (* 1937; † 6. Januar 2025) war ein Schweizer Geologe, Mineraloge und Hochschullehrer.

## Werdegang
Labhart wurde 1965 in Bern bei Ernst Niggli promoviert (Petrotektonische Untersuchungen am Südrand des Aarmassivs nördlich Naters (Wallis, Schweiz)). Er war bis 1998 Professor für Mineralogie und Petrographie an der Universität Bern.
Er ist Autor mehrerer populärwissenschaftlicher geologischer Führer für die Schweiz. Er untersuchte unter anderem Lagerstätten radioaktiver Gesteine und Mineralien in der Schweiz.

## Schriften
- Aarmassiv und Gotthardmassiv, Borntraeger. Sammlung Geologischer Führer, 1977.
- Geologie : Einführung in die Erdwissenschaften. Serie Hallwag Taschenbücher, Bern 1986.
- Steinführer Bundeshaus Bern. Schweizerische Kunstführer GSK; Nr. 719. Gesellschaft für Schweizerische Kunstgeschichte, Bern 2002.
- mit Manuel Kehrli: Kamine aus bernischen Marmoren. Stiftung Schloss Jegenstorf, 2003.
- Geologischer Atlas der Schweiz, 1:25000, Blatt 1251 Val Bedretto, Erläuterungen. Bundesamt für Wasser und Geologie, Bundesamt für Landestopographie. Wabern 2005
- Granitland Grimsel. Ott Verlag, 2007.
- Geologie der Schweiz. Ott Verlag, 2009.
  - mit Christian Gnägi: Geologie der Schweiz. Ott Verlag, 9. Auflage 2015.
- als Hauptautor: Geologischer Atlas der Schweiz, 1:25000, Blatt 1231 Urseren. Bundesamt für Landestopografie, Wabern 2012.
- mit Felix Renner: Geologischer Atlas der Schweiz, 1:25000, Blatt 1231 Urseren, Erläuterungen. Bundesamt für Landestopografie, Wabern 2012 (PDF).
- mit Konrad Zehnder: Steine Berns. Eine geologische Entdeckungsreise durch die gebaute Stadt. Haupt, Bern 2018, ISBN 978-3-258-08064-2 (Basisband und Exkursionsführer)